# Josef Berger
Josef Berger (* 24. července 1949 Varnsdorf) je český biolog.

## Život
Narodil se jako nejstarší syn v rodině Josefa, účetního, a Věry, prodavačky. Podle církevních matrik je po otci příslušníkem jednoho z nejstarších jihočeských rodů. Je ženatý, manželka je lingvistka, absolventka Univerzity Karlovy a Masarykovy univerzity. Má dva syny. Starší vystudoval fyziku na Univerzitě Palackého v Olomouci, mladší vystudoval biologii na univerzitách v Marseille, Českých Budějovicích a má doktorát z humánní a veterinární medicíny University of Cambridge.
V mládí intenzívně sportoval, hlavně hrál kopanou. Nyní je jeho vášní pěstování subtropických a tropických květin a domácí zeleniny. Rád fotografuje přírodu.
Je profesorem Jihočeské univerzity na Zdravotně sociální fakultě. Zde zavedl a přednáší laboratorní hematologii, obecnou patofyziologii, buněčnou biologii, obecnou biologii a chronobiologii. Věnuje se srovnávací medicíně a problematice dobývání informací.
Jeho biografie je otištěna v encyklopediích Who's Who in the World, 2011, 28th Edition (Marquis, USA) a Who's Who in Science and Engineering, 2011-2012, 11th Edition

## Vzdělání
Základní (ZDŠ) a střední školu (SVVŠ) absolvoval ve Varnsdorfu. Vystudoval Přírodovědeckou fakultu Univerzity Karlovy v Praze (1973), obor biologie odborná. Rigorózní, vědeckou, habilitační i profesorskou práci obhájil z problematiky srovnávací hematologie.

## Profesní působení

### Zaměstnání
Působil především ve Výzkumném ústavu pro farmacii a biochemii, Fakultní nemocnici v Hradci Králové, na Univerzitě Pardubice, Masarykově univerzitě a Entomologickém ústavu Akademie věd ČR. Na Jihočeské univerzitě zastával několik let funkci vedoucího katedry obecné biologie na Biologické fakultě. Na Zdravotně sociální fakultě působí na katedře klinických oborů. V roce 2004 prohrál ve druhém kole volební soupeření s historikem Václavem Bůžkem o místo rektora Jihočeské univerzity. Pracoval na zahraničních univerzitách ve Francii, Španělsku, Německu a Velké Británii.

### Publikace
Do současnosti je (spolu)autorem 16 knih, více než stovky vědeckých prací otištěných převážně v zahraničí a více než tří set popularizujících článků. V televizi a rozhlase v devadesátých letech popularizoval významné objevy týkající se biorytmů. Po r. 1990 napsal do několika celostátních novin kritické příspěvky týkající aktuálního stavu vzdělávání (MFDnes, Lidové noviny). Je autorem prvního hodnocení českých vysokých škol podle jejich kvality (2007).

### Organizační aktivity
Byl iniciátorem založení Univerzity Pardubice a členem přípravného výboru (1989-1992), založení prvních bakalářských studií klinické biologie v ČR (Univerzita Pardubice, 1992) a prvních magisterských studií klinické biologie v ČR (Jihočeská univerzita, 1998).
V letech 1997-2006 byl členem hlavního výboru Československé biologické společnosti.
V roce 2003 založil a začal na Jihočeské univerzitě vydávat mezinárodní vědecký časopis The Journal of Applied Biomedicine . Časopis je indexován v celosvětově nejvýznamnějších bibliografických vědeckých databázích.
Zorganizoval šest mezinárodních konferencí a několik národních seminářů.

### Vybrané knihy
- J. Berger: Informatika v klinické praxi pro lékaře a klinické biology. Grada/Avicenum 1993. ISBN 80-85623-78-1.
- J. Berger: Biorytmy. Paseka 1995.
- J. Berger: Buněčná a molekulární biologie. Tobiáš 1996.
- J. Berger: Ekologie. Kopp 1998. ISBN 80-7232-013-0.
- J. Berger: Advances in Cell and Molecular Biology. Kopp Publ. 2005. ISBN 80-7232-263-X.

### Vybrané vědecké práce
- J. Berger: Bas. Clin. Pharmacol. Toxicol. 105:315, 2009.
- J. Berger: Lab. Anim. 43:328, 2009.
- J. Berger: Eur. J. Histochem. 52: 149, 2008
- J. Berger: Pathol. Biol. 56: 286, 2008
- J. Berger: J. Appl. Biomed. 6: 65, 2008
- Z. Berger, J. Berger: Comp. Clin. Path. 12: 187, 2004
- J. Berger: Nouv. Rev. Fr. Hématol. 36: 333, 1994
- J. Berger: Haematologia 20: 171, 1987
- J. Berger: Folia Haematol. 110:55, 1983
- J. Berger: Experientia 37: 906, 1981
- J. Berger: Z. Versuchstierk. 22: 122, 1980
- J. Berger: J. Theor. Biol. 65: 393, 1977
- J. Berger: Acta Biotheor. 25: 259, 1976